# Martin Guerre
Martin Guerre – francuski chłop ur. w Hendaye, który żył w XVI wieku. Opuścił rodzinę, stracił nogę na wojnie. Jego miejsce zajął Arnaud du Tilh, którego za to oszustwo powieszono. 
W 1941 amerykańska pisarka Janet Lewis opublikowała powieść The Wife of Martin Guerre. Ta sama historia stała się tematem dwóch filmów fabularnych – francuskiego Powrót Martina Guerre i jego amerykańskiego remake’u Sommersby z Jodie Foster – oraz angielskiego musicalu Martin Guerre.
Współautorką francuskiego scenariusza była Natalie Zemon Davis, która opublikowała w 1983 książkę The Return of Martin Guerre.